# Centrale Menihek
La centrale Menihek est une centrale hydroélectrique conventionnelle située sur les lacs Menihek, alimentés par la rivière Ashuanipi, au Labrador. Le barrage et la centrale électrique sont situés dans la province canadienne de Terre-Neuve-et-Labrador, à 40 km au sud de la ville isolée de Schefferville et des deux communautés des Premières Nations de Matimekush-Lac John et Kawawachikamach au Québec. La centrale, les deux lignes électriques de 69 kV et les réseaux de distribution de chaque communauté forment un réseau électrique indépendant, situé à l’écart du réseau principal nord-américain.

## Géographie
La centrale électrique est située à environ 170 km au nord de Labrador City, au Labrador, dans une région inhabitée de la pointe nord-ouest du Labrador au centre de la péninsule du Québec-Labrador. La station se trouve juste au sud de la ligne de partage des eaux laurentienne entre les bassins versants de l'océan Atlantique et de l'océan Arctique, qui délimite la frontière entre le Québec et Terre-Neuve-et-Labrador. Le climat de Schefferville, à 40 km au nord de Menihek, est caractérisé par une température moyenne de -5,3 °C - pouvant chuter jusqu'à -51 °C en hiver et monter à 34 °C en été. La période moyenne sans gel dure de la mi-juin à la mi-septembre. La région reçoit en moyenne 833 mm de précipitations, réparties plus ou moins entre pluie et neige.
Le terrain dans cette région éloignée est accidenté et le barrage n'est accessible que par un étroit chemin de terre en provenance de Schefferville. Un rapport d'Hydro-Québec de 2002 décrivait la route comme nécessitant des réparations urgentes.
Les lacs Menihek, créés par le barrage et traversés par la rivière Ashuanipi, s'étirent du nord au sud sur une longueur d'environ 110 km, à une altitude de 475 m au niveau du barrage.

## Histoire
Les installations ont été construites entre 1951 et 1954 par la Compagnie Iron Ore du Canada pour répondre aux besoins en énergie de ses exploitations minières de minerai de fer sur le site du lac Knob, près de la cité ouvrière de Schefferville. Après la fermeture de la mine par IOC en 1982, la centrale a fonctionné pendant deux décennies pour les besoins de Schefferville. Cependant, au début des années 2000, la compagnie minière a avisé le gouvernement du Québec qu'elle cesserait d'exploiter l'usine et le réseau électrique à compter du 1er novembre 2002. Dans le cadre d'une entente de dernière minute, Hydro-Québec a accepté de payer tous les frais engagés par IOC pour gérer le réseau perdant de l'argent alors que les gouvernements du Québec et de Terre-Neuve-et-Labrador et les communautés autochtones tentaient de parvenir à un accord sur un moyen mutuellement acceptable de partager l'actif.
Le 14 décembre 2005, les deux provinces et leurs services publics ont franchi une étape importante. IOC vendrait toutes les participations dans la centrale et une partie des lignes de transport à Newfoundland and Labrador Hydro (NLH), propriété du gouvernement de Terre-Neuve-et-Labrador, pour 1 $, tout en transférant ses activités de travaux publics québécois à Hydro-Québec pour le même montant. Dans le cadre de cet accord, la centrale serait exploitée par des employés de NLH, mais par un comité d’exploitation composé de 4 personnes, composé du personnel des deux services publics.
En vertu du contrat de 40 ans, Hydro-Québec est responsable des coûts d’exploitation, de maintenance et de remise en état des installations du réseau appartenant à NLH et s’engage à acheter un volume ferme de 40 GWh/an à 3 ¢/kWh, le reste à 2 ¢. Les tarifs sont ajustés à l'indice des prix à la consommation pour la durée et NLH dispose du droit de récupérer l'électricité et de rompre le contrat avec un préavis de 6 ans. L'accord a été finalisé le 15 novembre 2007.

## Barrage et centrale

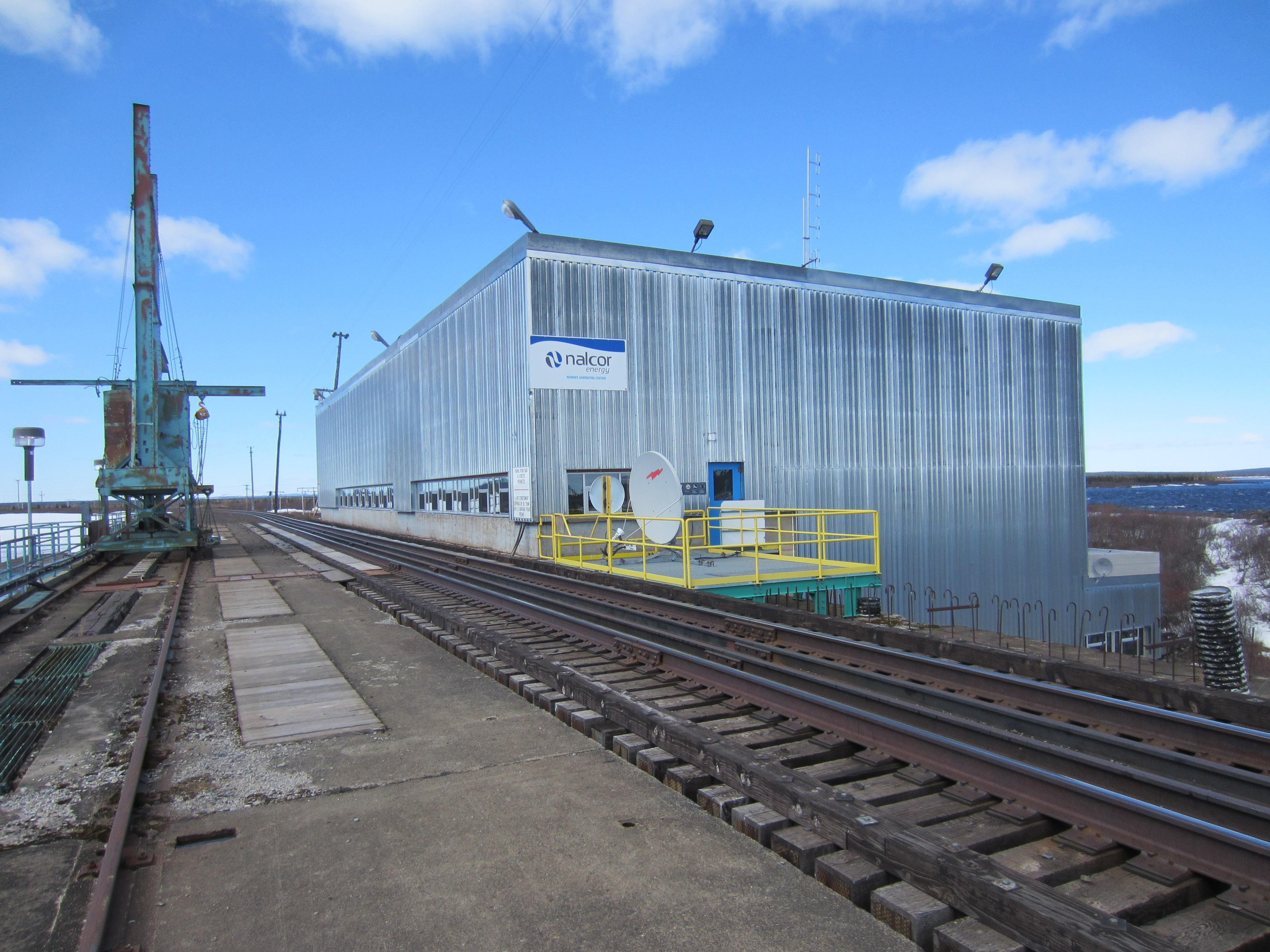
Vue extérieure de la centrale et du barrage avec le chemin de fer

Le développement électrique sur le site de Menihek comprend un barrage poids en béton de 228,6 mètres de long, une prise d’eau, la centrale électrique et un déversoir à 4 vannes, d’une capacité de 4 247 m3/s. Le débit moyen au niveau du barrage est de 395 m3/s.
La retenue du lac Menihek, qui sert de réservoir, est complétée par trois digues en enrochement faites de till glaciaire, d'une longueur totale de 6,2 km. Le chemin de fer d'intérêt local du Transport ferroviaire Tshiuetin (anciennement la subdivision Menihek du chemin de fer de la Côte-Nord et du Labrador) reliant Schefferville à Sept-Îles utilise les digues pour traverser la région.
La centrale avait été conçue pour recevoir quatre unités génératrices, mais deux seulement ont été installées lors de la mise en service de la centrale en 1954. Les unités 1 et 2 sont équipées de turbines à aubes fixes et d’une puissance de 4 400 kW avec une hauteur de chute (charge) nominale de 10,4 mètres. Chaque turbine est couplée à un alternateur de 5 000 kVA. En 1960, IOC a ajouté l'unité 3, une turbine Kaplan de 9 900 kW sous une hauteur de chute de 12 mètres et son alternateur de 12 000 kVA.